# 조지프 말로드 윌리엄 터너
조지프 말로드 윌리엄 터너(영어: Joseph Mallord William Turner 1775년 4월 23일 ~ 1851년 12월 19일)는 영국의 화가이다. 런던에서 이발사의 아들로 태어났다.
일찍부터 회화에 손을 대어 왕립 미술원에서 그림 수업을 한 뒤, 잠깐 사이에 준회원에서 27세 되던 1802년에 정회원으로 올라갔다. 여러 곳의 풍습과 풍경을 주로 그렸으며, 특히 빛의 묘사에서 획기적인 표현을 남긴 화가이다.
후에 문학가 러스킨이 격찬하여 명성이 높아졌으며, 일생 동안 풍경화를 계속 그린 화가로서 17세기 프랑스의 화가 클로드 로랭을 능가하는 것이 일생의 염원이었다. 그런만큼 중기(中期)에는 로랭의 영향이 보이나 후반에는 여기에서 벗어나 한층 더 빛의 묘사로 들어간다. 터너는 1819년부터 약 10년마다, 세 번 이탈리아로 여행을 갔는데, 물과 하늘, 그리고 빛나는 남국의 태양은 터너의 꿈이요 시였다. 터너는 풍경의 일체를 빛의 묘사에 집중시켜 빛 속에 용해시켜 갔는데, 그것은 균정(均整)이 잡힌 윤곽에서 정중하게 그린, 당시로서는 대담한 창작이었다. 더욱이 그는 다시 창작을 계속하여, 《항구 앞바다의 눈보라》(1843)에서 배의 그림자까지 거칠게 불어대는 태풍 속으로 꺼지는 듯 눈보라의 심한 상태를 주제로 잡고, 과거의 회화에 전례없는 동적인 표현을 그려내고 있다. 작품에는 《차일드 해럴드의 순례》(1832), 《전함 테메레이르호(號)》(1839), 《안개 속의 해돋이》, 《비·증기·속력》, 《황금가지》 등이 있는데, 원숙한 빛의 표현이 아름답다. 이상하게도 제자나 후계자가 없는 화가로서 고독한 성격이었으며, 본가 외에 체르시에 은거하면서 이름을 바꾸어 생활을 했기 때문에 아는 사람도 없이 그 곳에서 숨을 거두었다.

## 주요 작품

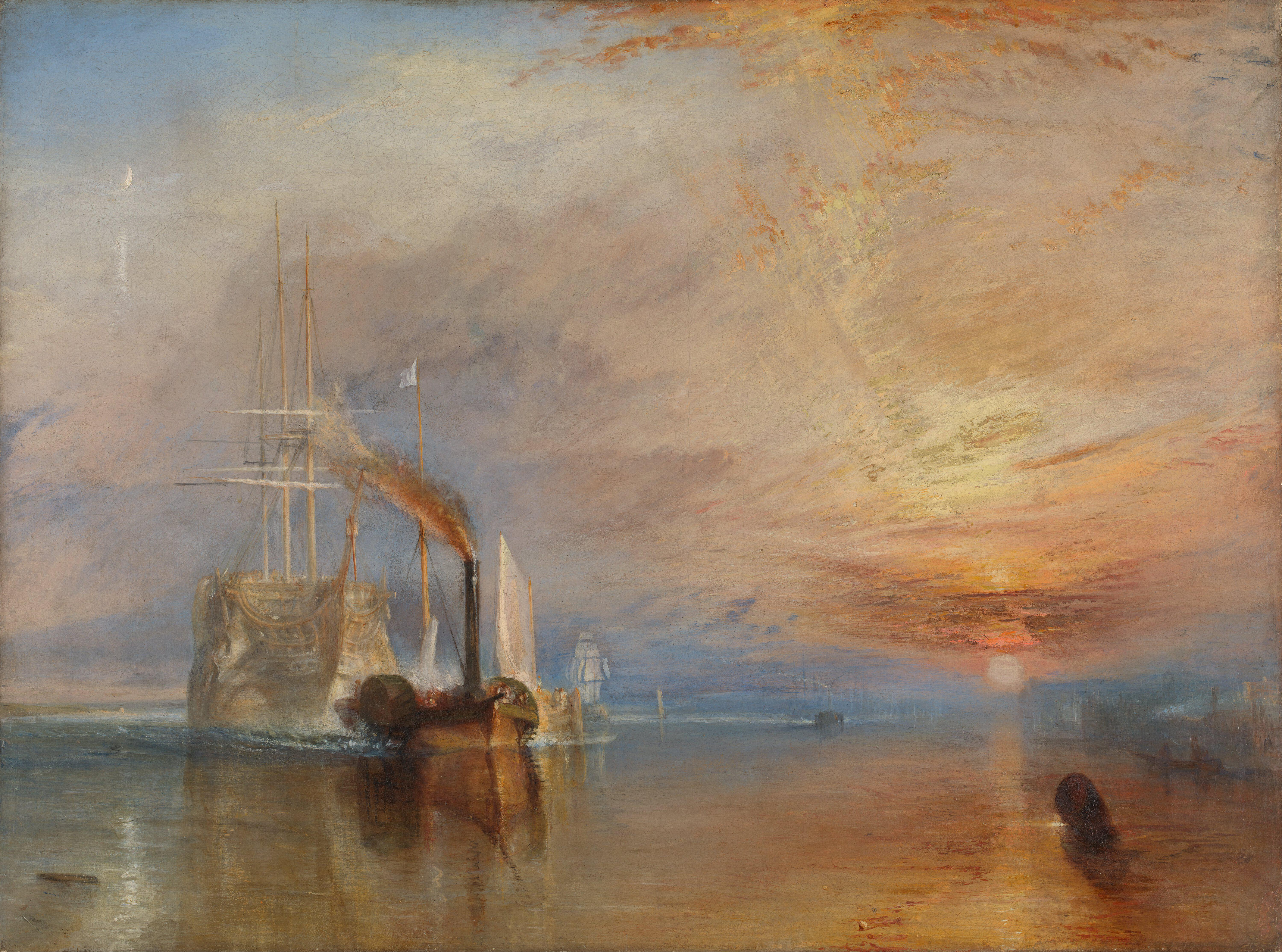
The Fighting Temeraire tugged to her last Berth to be broken up
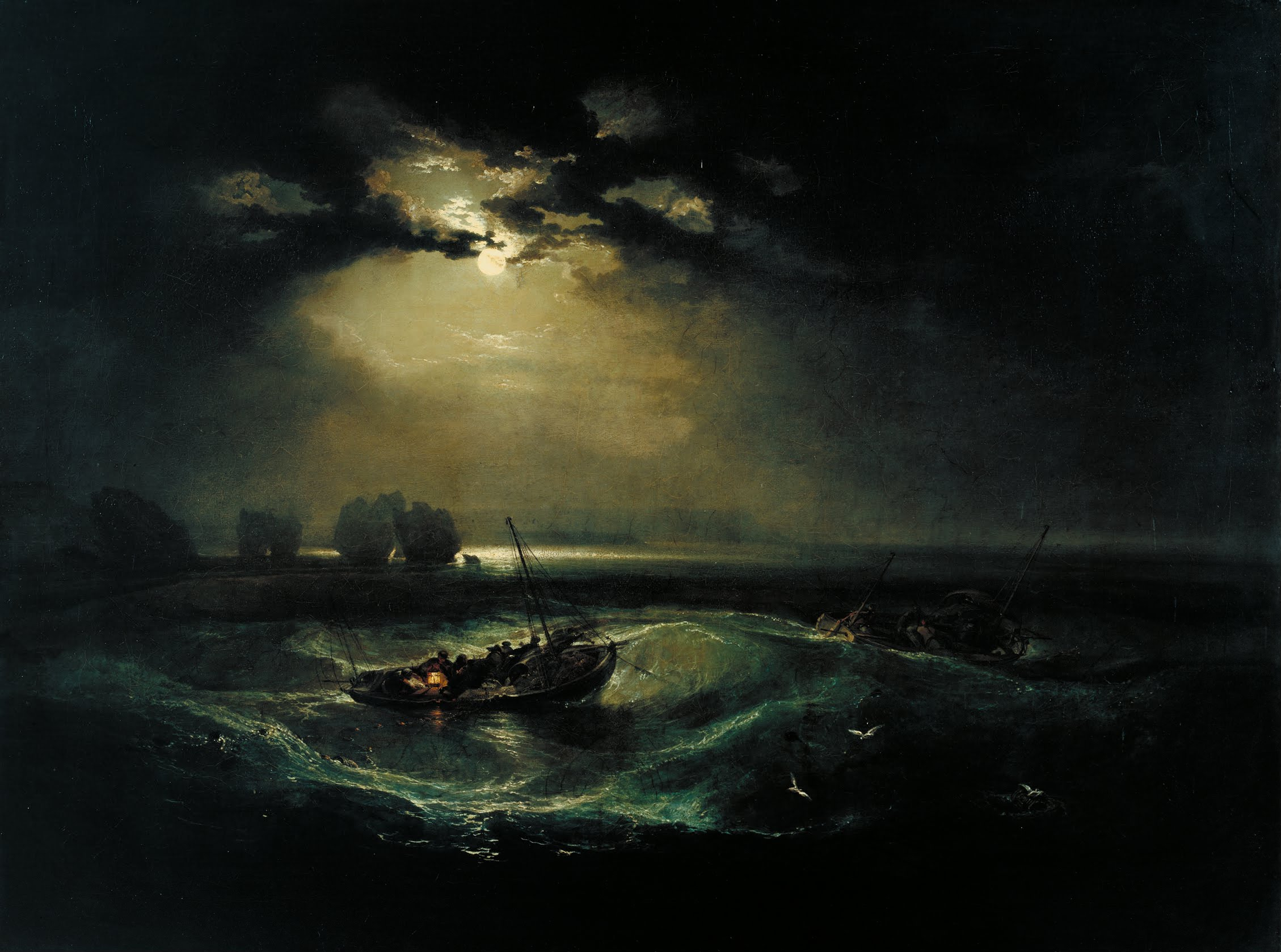
Fishermen at Sea
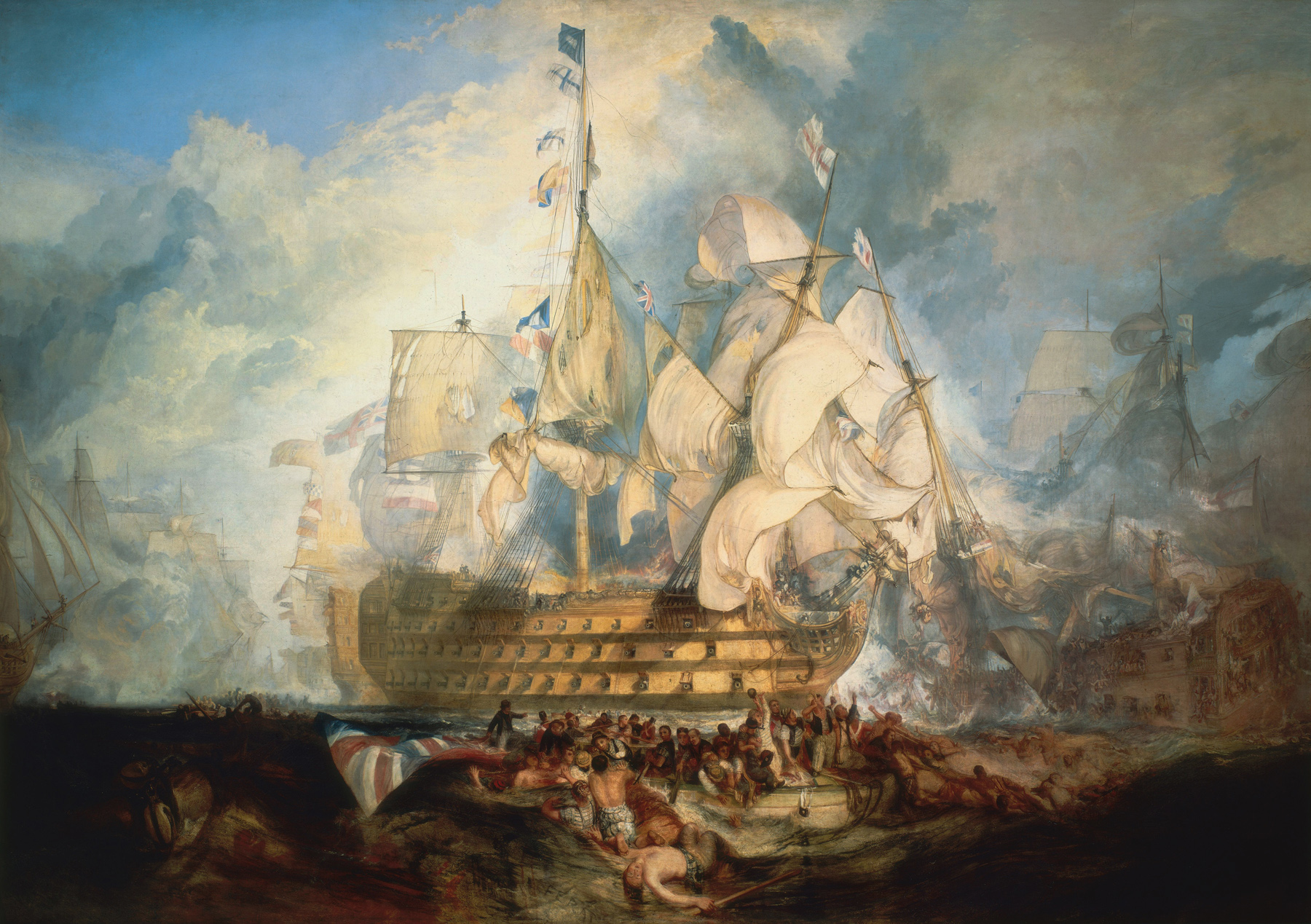
The Battle of Trafalgar
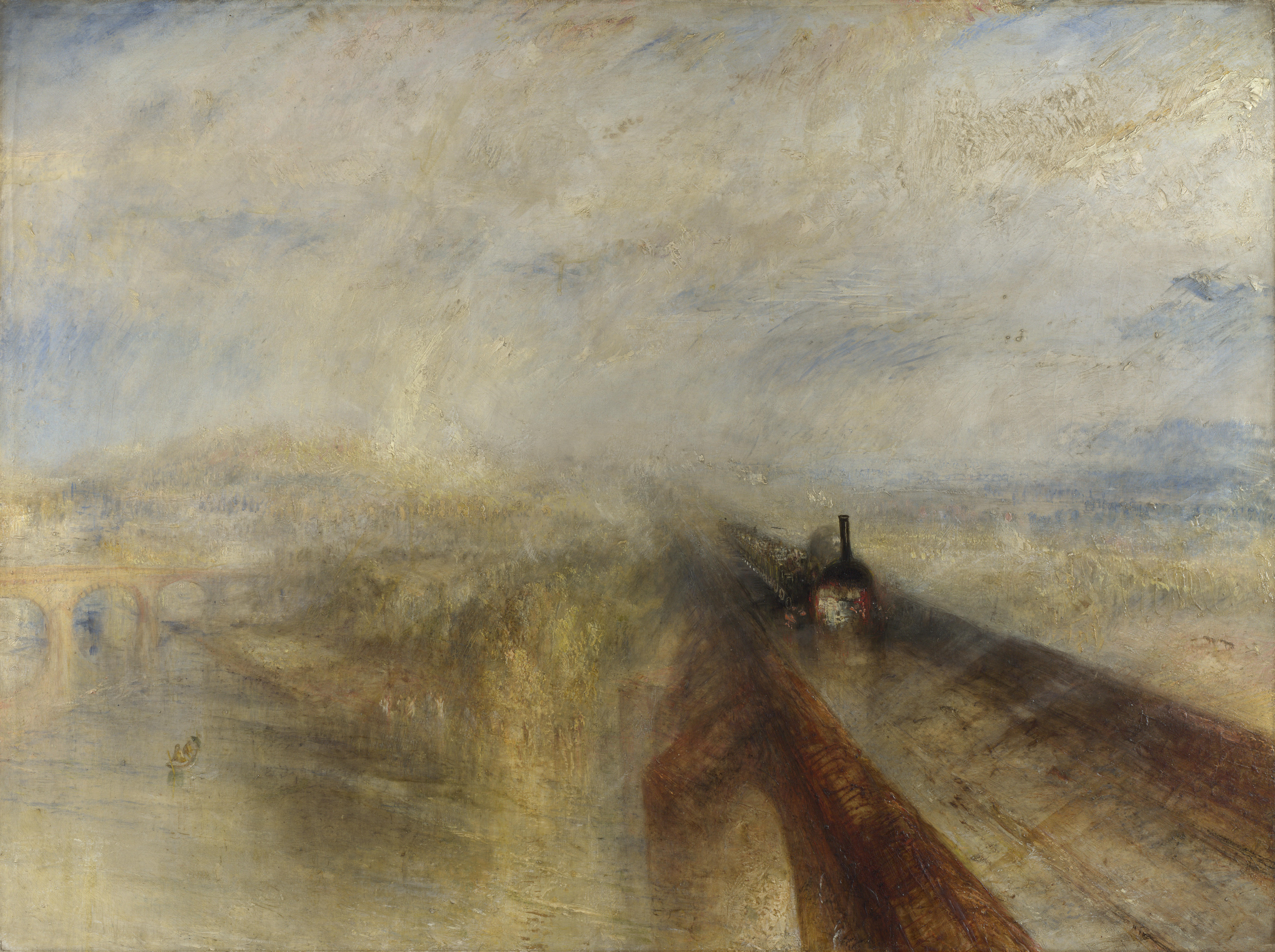
Rain, Steam and Speed – The Great Western Railway
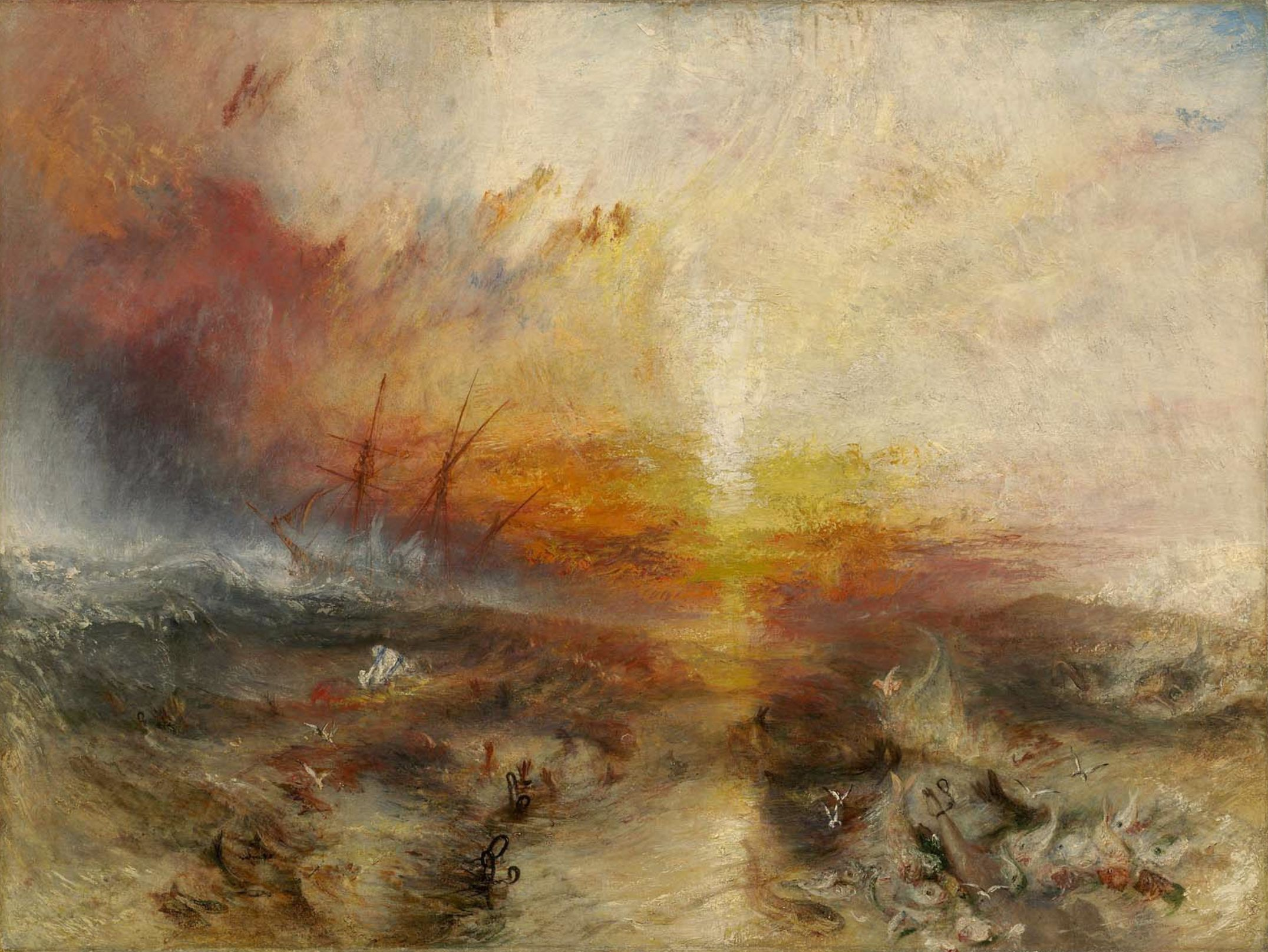
The Slave Ship
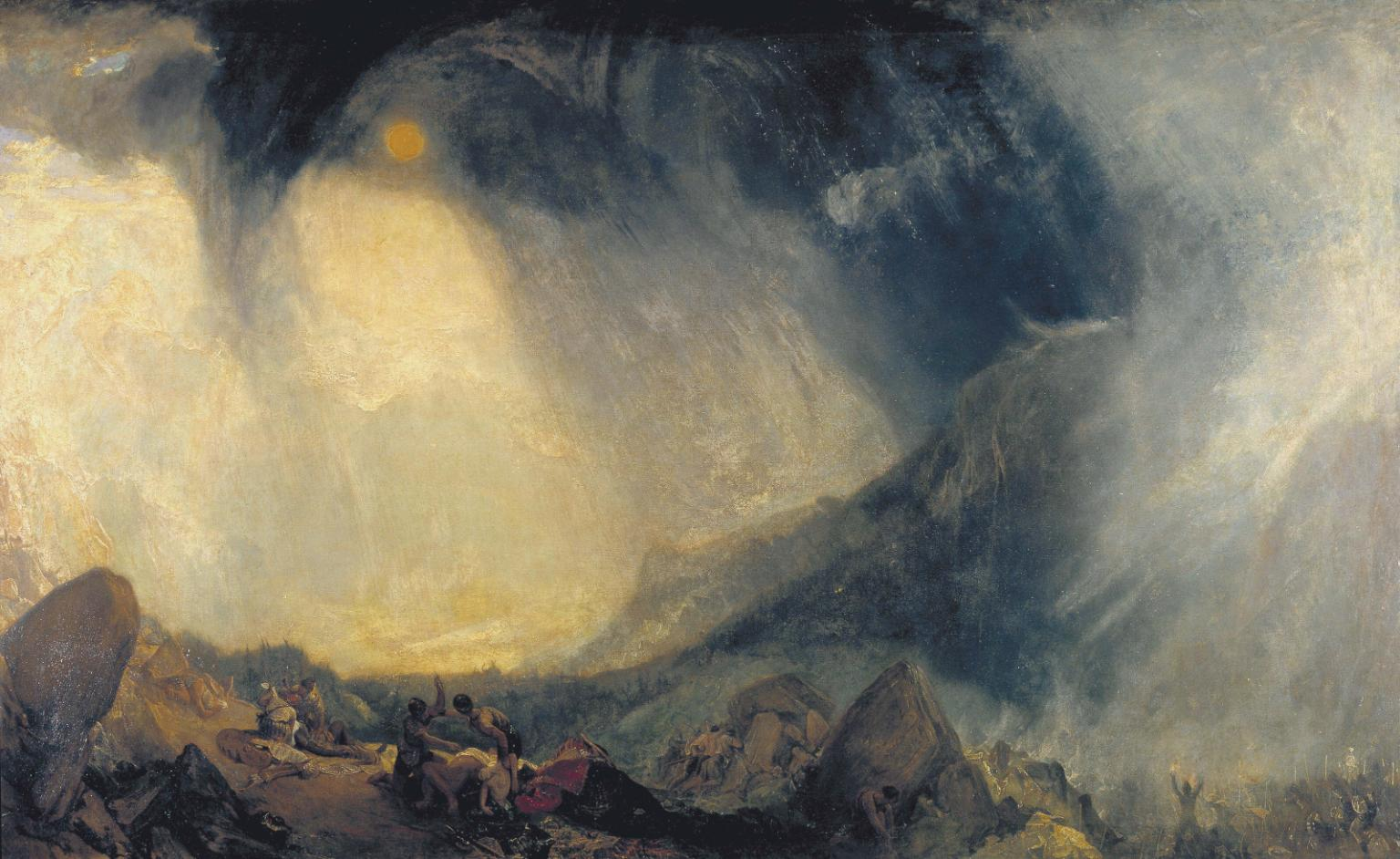
Snow Storm: Hannibal and his Army Crossing the Alps
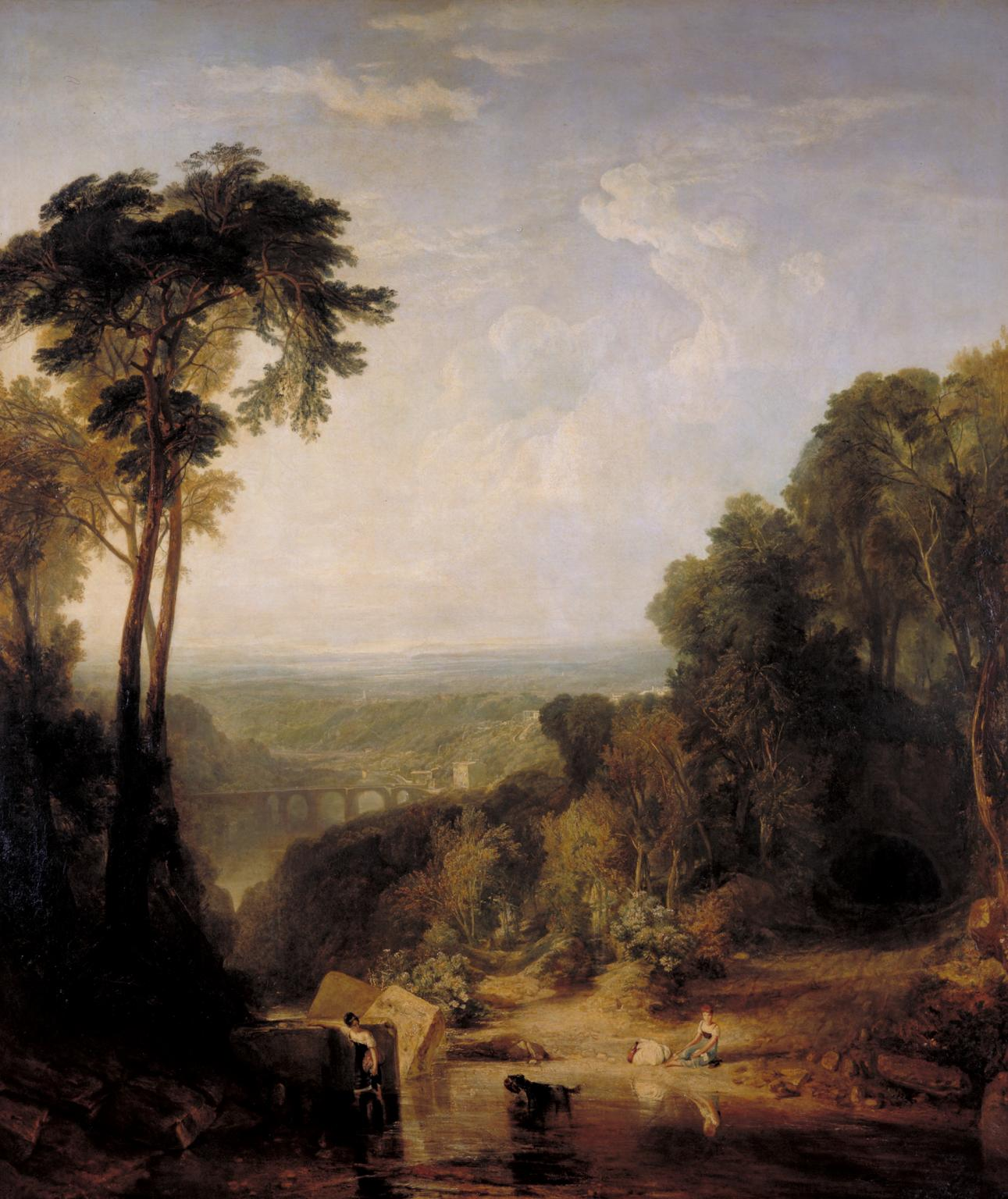
Crossing the Brook
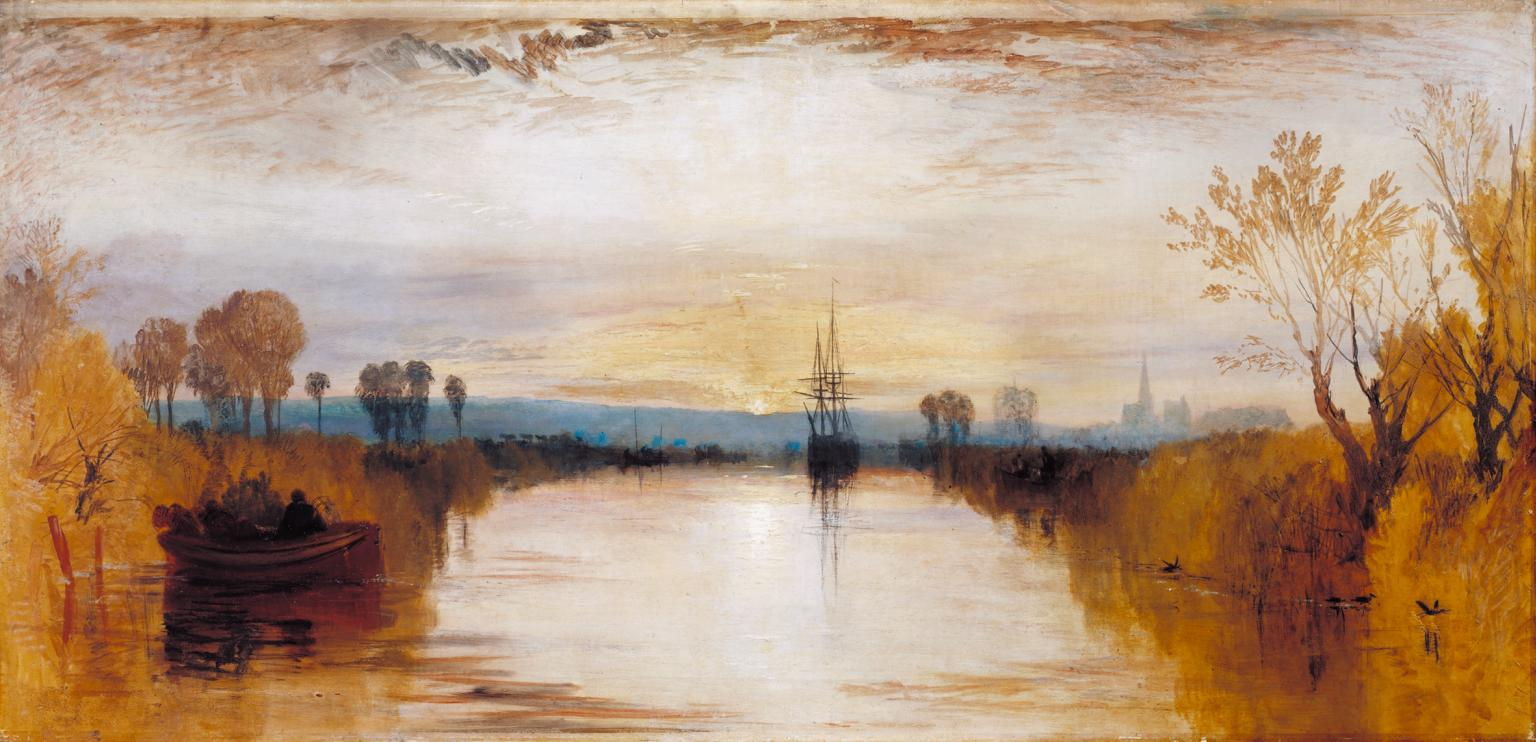
Chichester Canal
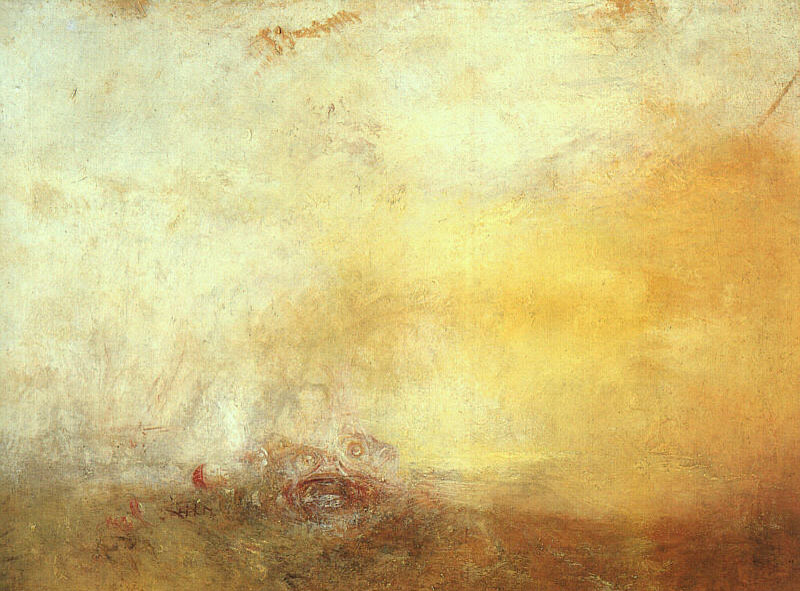
Sunrise with Sea Monsters
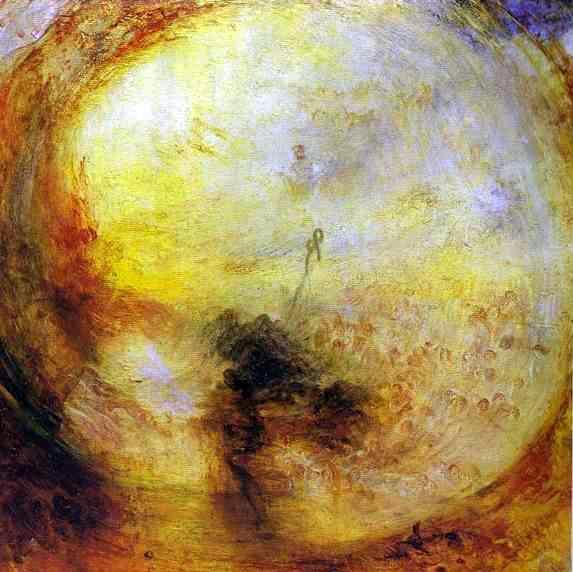
Light and Colour (Goethe's Theory) – The Morning after the Deluge – Moses Writing the Book of Genesis
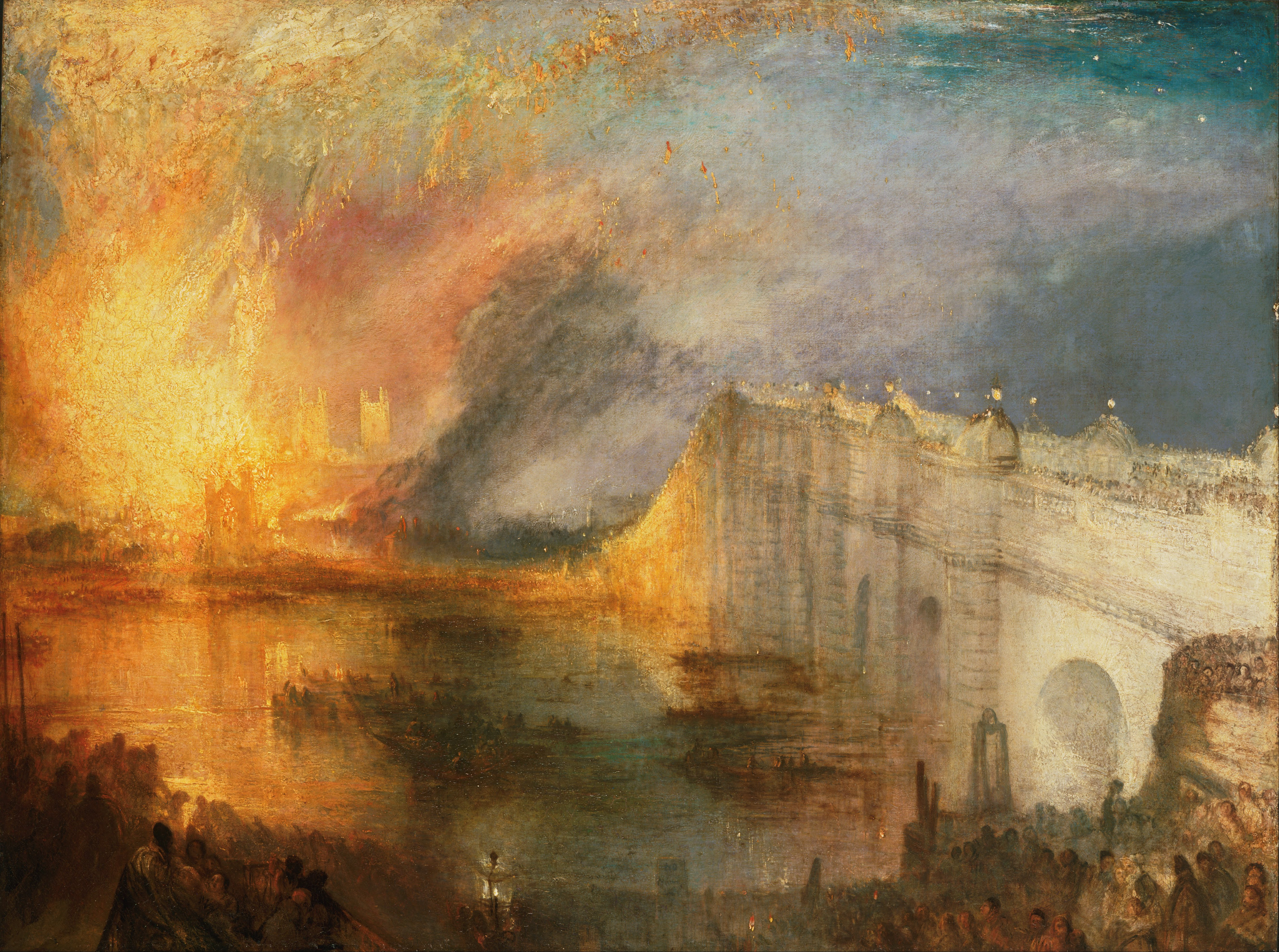
The Burning of the Houses of Lords and Commons
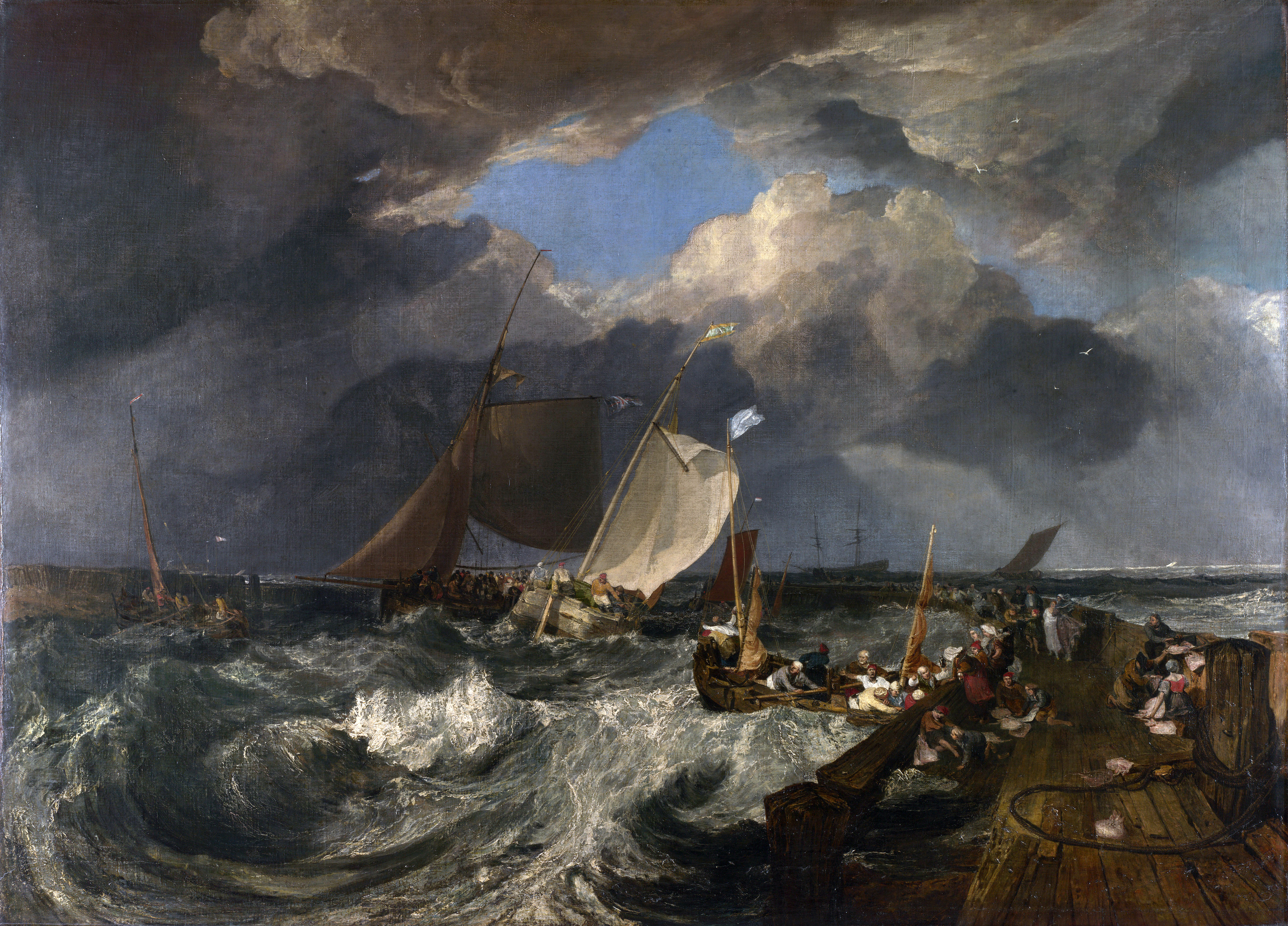
Calais Pier

## 같이 보기
- 폭풍 속의 네덜란드 배